# Muskiz
Muskiz (spanisch Musques) ist eine Gemeinde in der Provinz Bizkaia in der spanischen Autonomen Region Baskenland, in der 7.361 Einwohner (Stand: 2024) leben, deren Mehrheit baskischsprachig ist.
Die Gemeinde besteht neben dem Hauptort San Juan Muskiz aus den Ortschaften Cobarón, Pobeña, La Rigada und San Julian sowie Santelices. Der Verwaltungssitz befindet sich in San Juan Muskiz.

## Lage
Muskiz befindet sich 16 Kilometer nordwestlich vom Stadtzentrum der Provinzhauptstadt Bilbao, mit dem es über die Autovía A-8 verbunden ist. Durch die Gemeinde fließt der Barbadun, der hier in den Golf von Biscaya bzw. in die Kantabrische See mündet.

## Bevölkerungsentwicklung
| Jahr      | 1900 | 1950 | 1960 | 1970 | 1981 | 1991 | 2001 | 2011 | 2021 |
| Einwohner | 2831 | 4042 | 4761 | 6047 | 6010 | 6358 | 6275 | 7408 | 7438 |

## Wirtschaft
Seit den 1970er Jahren befindet sich in Muskiz ein Zentrum der Petrochemie. Bekannt ist der 222 Meter hohe Schornstein (La Catalítica) der Raffinerie.

## Sehenswürdigkeiten
- Burg von Muñatones
- Julianskirche in San Juan de Somorrostro
- Nikolauskirche in Pobeña
- Rathaus von Muskiz
- die alte Stahlhütte/Stahlschmiede von El Pobal als Denkmal der Industriekultur

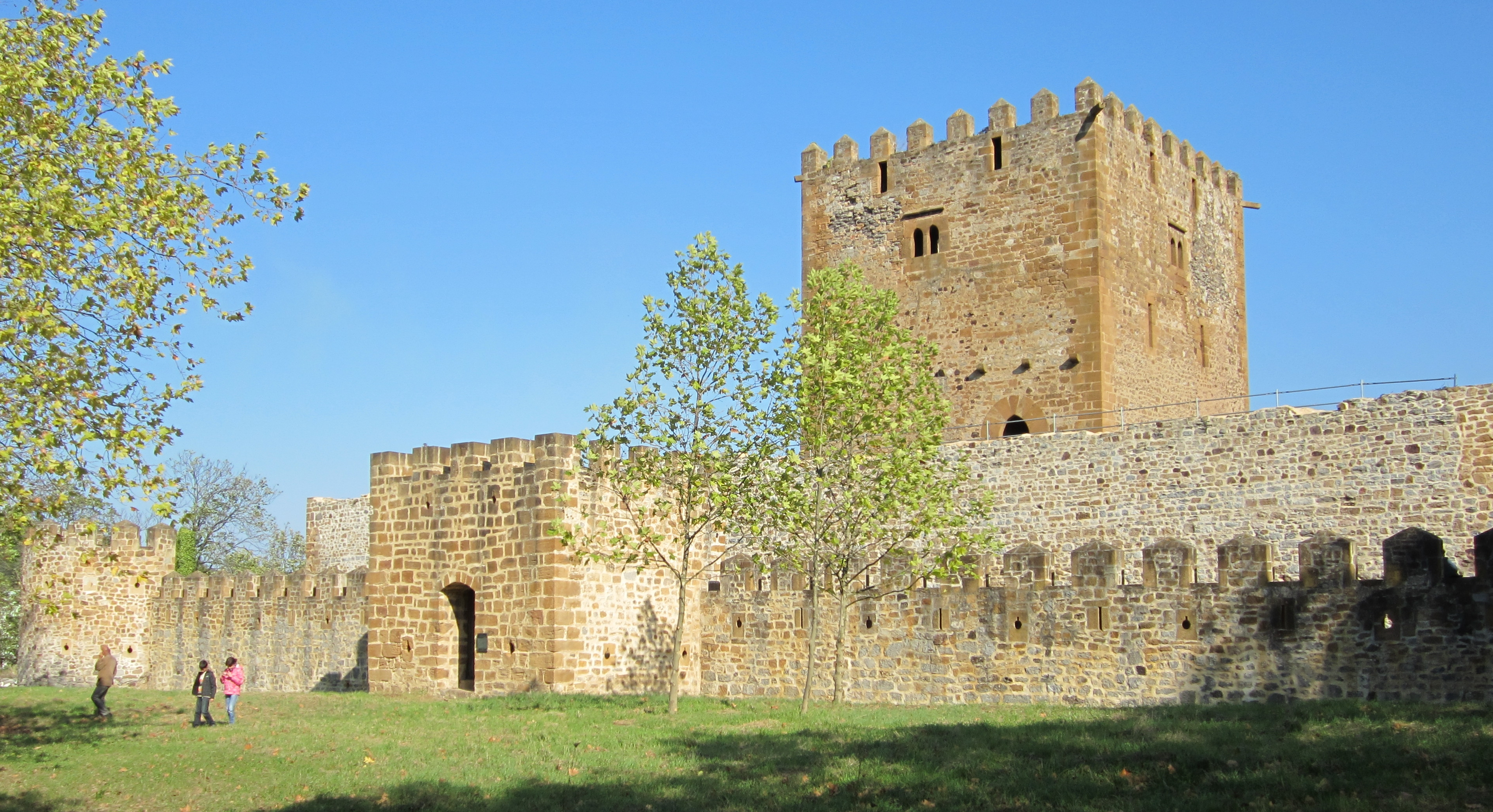
Burg von Muñatones
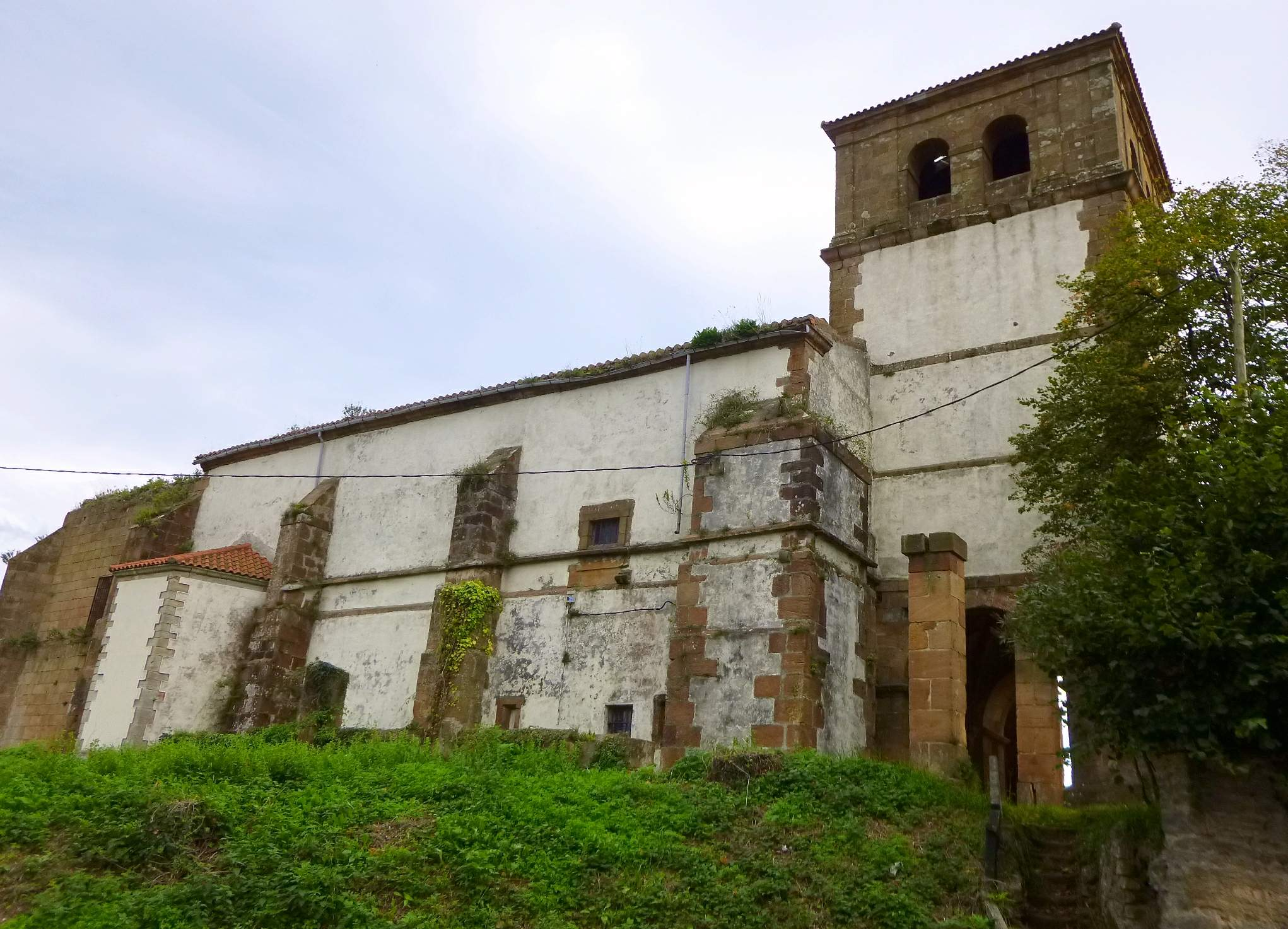
Julianskirche
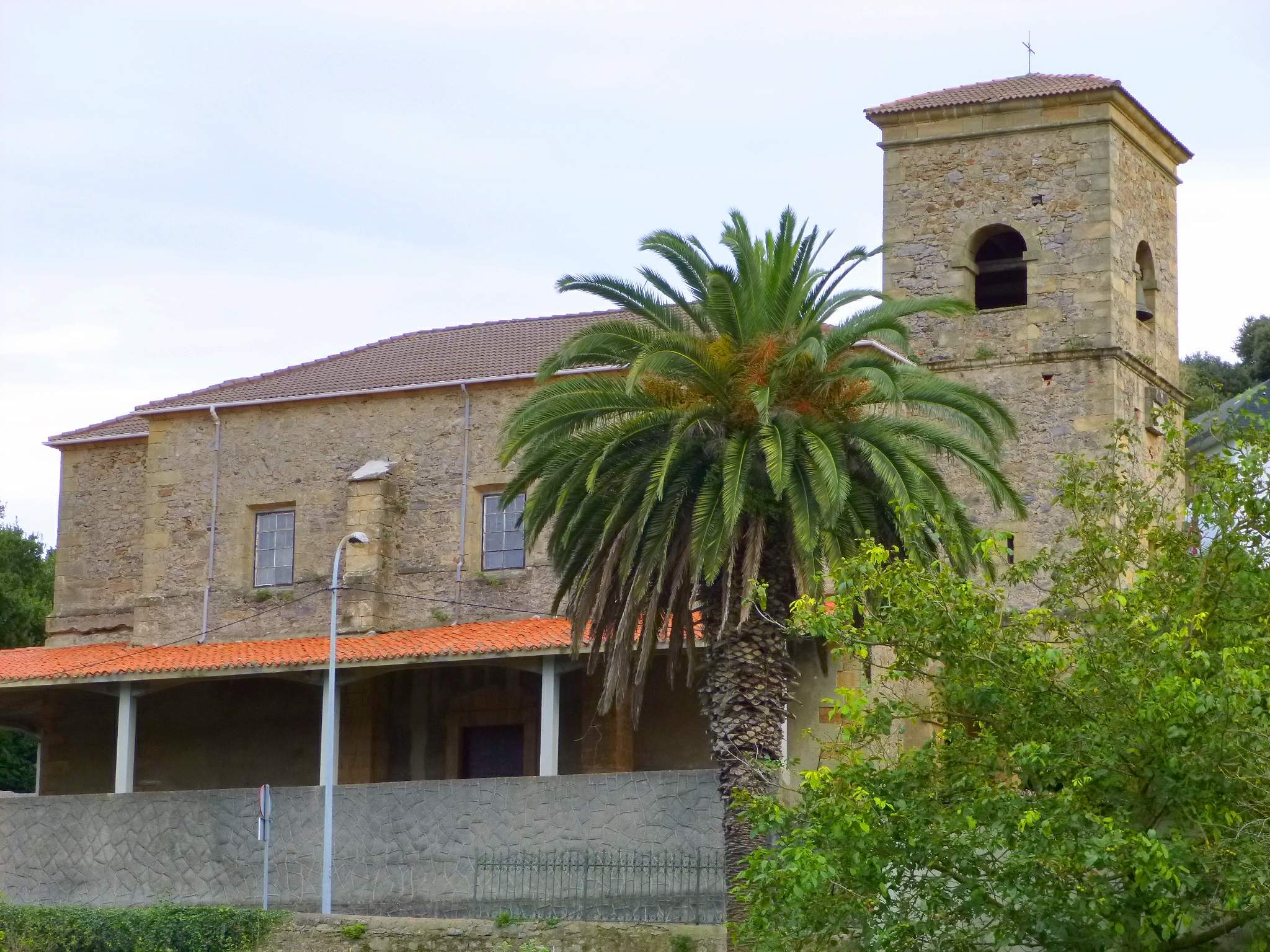
Nikolauskirche
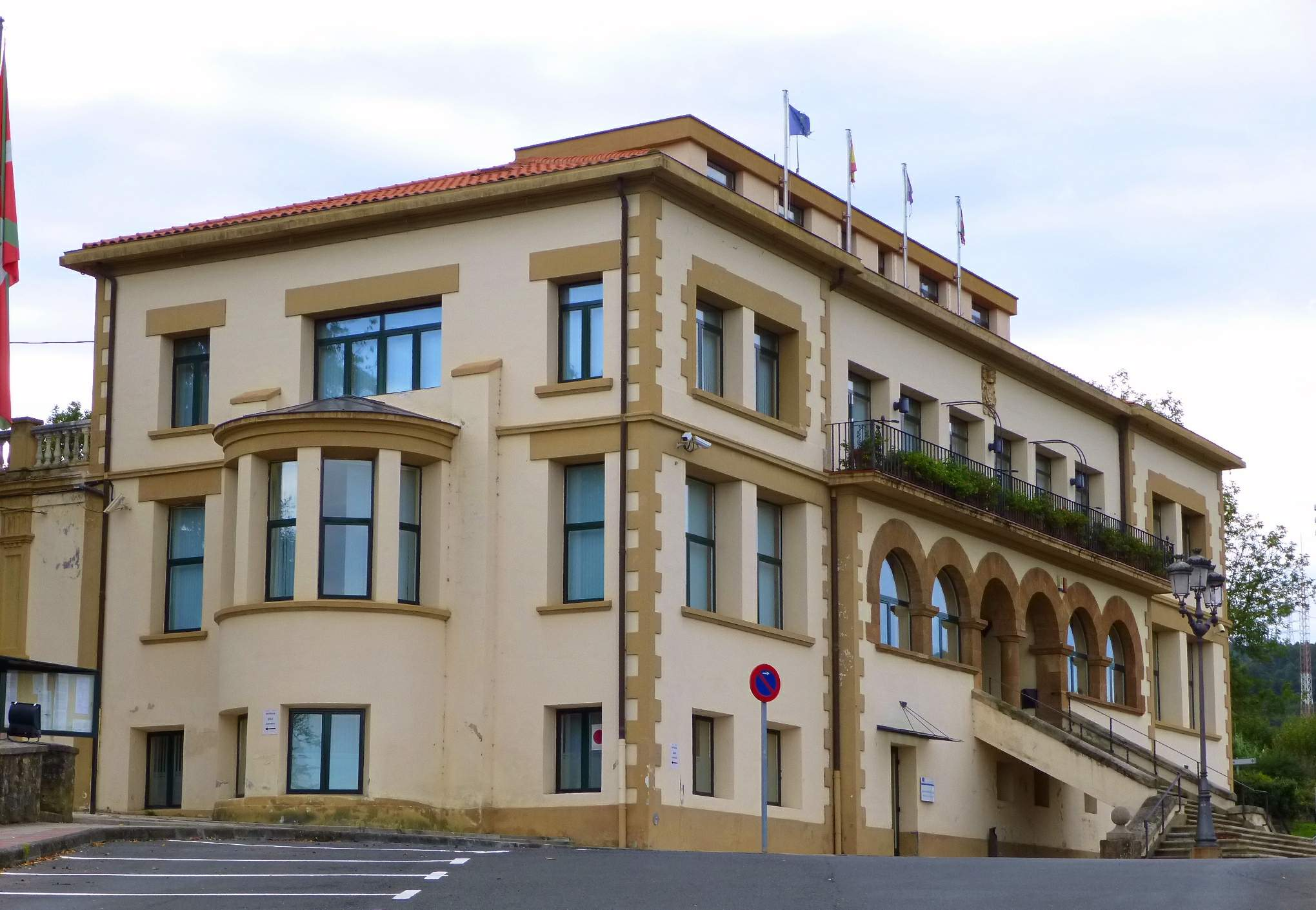
Rathaus von Muskiz

## Söhne und Töchter der Gemeinde
- Sebastián de la Cuadra y Llarena (1687–1766), Ministerpräsident Spaniens (1736–1746)
- Nicolás de la Cuadra (1663–1728), Maler
- José Augustin de Llano y de la Cuadra (1722–1794), Premierminister des Herzogs von Parma (1771–1772), Botschafter im Heiligen Römischen Reich Deutscher Nation (1786–1794)
- Lope García de Salazar (1399–1476), Ritter und Historiker
- Antonio Gorriarán (* 1961), Fußballspieler
- Rubén Ruiz Ibárruri (1920–1942), Offizier der Roten Armee
- Tomás Tueros (* 1961), Radrennfahrer
- José Díez Calleja (1932–2016), Gewerkschafter und Politiker
- Osmundo Bilbao Garamendi (1944–1982), Missionar in Uganda
- Urko Olazabal (* 1978), Schauspieler